# Episodi di Missione impossibile (sesta stagione)
La sesta stagione della serie televisiva Missione impossibile è stata trasmessa negli Stati Uniti dalla CBS dal 18 settembre 1971 al 26 febbraio 1972.
| nº | Titolo originale  | Titolo italiano          | Prima TV USA      | Prima TV Italia |
| -- | ----------------- | ------------------------ | ----------------- | --------------- |
| 1  | Blind             | L'informatore            | 18 settembre 1971 |                 |
| 2  | Encore            | Gli anni ruggenti        | 25 settembre 1971 |                 |
| 3  | The Tram          | La famiglia              | 2 ottobre 1971    |                 |
| 4  | Mindbend          | Programmati per uccidere | 9 ottobre 1971    |                 |
| 5  | Shape Up          | Messa in scena           | 16 ottobre 1971   |                 |
| 6  | The Miracle       | Il miracolo              | 23 ottobre 1971   |                 |
| 7  | Encounter         | L'ultimo bar             | 30 ottobre 1971   |                 |
| 8  | Underwater        | Il tesoro sommerso       | 6 novembre 1971   |                 |
| 9  | Invasion          | L'invasione              | 13 novembre 1971  |                 |
| 10 | Blues             | Blues macabro            | 20 novembre 1971  |                 |
| 11 | The Visitors      | Prima pagina             | 27 novembre 1971  |                 |
| 12 | Nerves            | Minaccia di strage       | 4 dicembre 1971   |                 |
| 13 | Run For the Money | Corse truccate           | 11 dicembre 1971  |                 |
| 14 | The Connection    | L'isola di Malot         | 18 dicembre 1971  |                 |
| 15 | The Bride         | La cara estinta          | 1º gennaio 1972   |                 |
| 16 | Stone Pillow      | Estorsione               | 8 gennaio 1972    |                 |
| 17 | Image             | Il segno del corso       | 15 gennaio 1972   |                 |
| 18 | Committed         | Una testimone scomoda    | 22 gennaio 1972   |                 |
| 19 | Bag Woman         | Il corriere              | 29 gennaio 1972   |                 |
| 20 | Double dead       | Doppia morte             | 12 febbraio 1972  |                 |
| 21 | Casinò            | Casinò                   | 19 febbraio 1972  |                 |
| 22 | Trapped           | La trappola              | 26 febbraio 1972  |                 |